# حبيب المالكي
حبيب المالكي (بالفرنسية: Habib El Malki)‏ (مواليد 15 أبريل 1946 في أبي الجعد، المغرب)، هو سياسي مغربي، خبير اقتصادي وعضو في حزب الاتحاد الاشتراكي للقوات الشعبية، اُنتخب في 16 يناير 2017 رئيساً لمجلس النواب المغربي بالأغلبية، في خضم أزمة سياسية حالت دون تشكيل الحكومة المغربية بعد الانتخابات التشريعية المغربية 2016.

## سيرته
عمل حبيب المالكي كأستاذ بكلية العلوم القانونية والاقتصادية بالرباط، ثم رئيساً لمجموعة الدراسات والأبحاث حول البحر الأبيض المتوسط. كما أنه عمل أستاذاً زائراً في عدد من الجامعات الأوروبية كجامعة لوفان الكاثوليكية وكوليج دو فرانس وفي المركز الوطني للبحث العلمي بباريس، وقد عُيِّن من قبل الملك الحسن الثاني في 12 نوفمبر 1990 أميناً عاماً للمجلس الوطني للشباب والمستقبل، كما تولى رئاسة المركز المغربي للظرفية. واُختير بعد سنتين عضواً بمكتب تنسيق التعريب، كما عُيِّن المالكي سنة 1998 وزيراً للفلاحة والتنمية القروية والصيد البحري في حكومة المغرب 1998 التي قادها عبد الرحمن اليوسفي، ثم وزيراً للتربية الوطنية والتعليم العالي وتكوين الأطر في حكومة المغرب 2002 التي قادها إدريس جطو، كما اُنتخب نائباً برلمانياً عن حزبه خلال الولاية النيابية 1993-1997، كما تم تجديد انتخابه في انتخابات 1997 كنائب برلماني عن خريبكة، حيث بقي في ذلك المنصب فقد أُعيد انتخابه عضواً بمجلس النواب خلال الولايات التشريعية 2002-2007 و2007-2011 و2011-2016، واستمر حضوره في قبة البرلمان في الانتخابات التشريعية لعام 2016.
اشتغل المالكي بعدد من المنظمات الدولية كمنظمة الصحة العالمية والصندوق الدولي للتنمية الزراعية واليونيسكو، ويشغل كذلك عضوية المكتب السياسي لحزب الاتحاد الاشتراكي للقوات الشعبية، إضافة إلى ترأسه اللجنة الإدارية لذات الحزب، كما تقلد منصب مدير لصحيفتي الاتحاد الاشتراكي وليبراسيون ومشرف مجلة "المشروع"، وترشح حبيب لمنصب الكاتب الأول لحزب الاتحاد الاشتراكي سنة 2012 خلال المؤتمر الوطني للحزب الذي عُقد في الصخيرات، إلا أنه أُقصي من الدور الأول. حيث استطاع إدريس لشكر الفوز بالمنصب خلفاً لعبد الواحد الراضي.
وفي 16 يناير 2017، فاز حبيب المالكي برئاسة مجلس النواب المغربي خلال أول جلسة عمومية خُصصت لانتخاب رئيس المجلس وهياكله، حيث حصل المالكي على 198 صوتاً، مقابل 137 ورقة بيضاء، وسبعة ملغاة (عدد المصوتين 342 من أصل 395 نائباً).
وعُقدت الجلسة بعد ثلاثة أشهر من الانتخابات التشريعية المغربية بهدف المصادقة على معاهدة القانون التأسيسي للاتحاد الأفريقي (الذي وُقّع في توغو في 11 يوليو 2000)، التي من خلالها استكمل المغرب الإجراءات القانونية المطلوبة للانضمام للاتحاد، قبل القمة الأفريقية التي عُقدت في أديس أبابا في 22 يناير 2017.
في 16 يوليو 2021، تم تعيين حبيب المالكي رئيساً لمنظمة مهرجان السينما الإفريقية بخريبكة خلفاً لنور الدين الصايل.
خِلال الانتخابات التشريعية المغربية 2021 التي جرت يوم 8 سبتمبر 2021، فاز حبيب المالكي بمقعد في مجلس النواب عن حزب الاتحاد الاشتراكي للقوات الشعبية، بإقليم خريبكة.

## الأوسمة والتكريمات
حصل المالكي على وسام العرش من درجة ضابط سنة 1993، وكذا وسام الاستحقاق الاقتصادي من المعهد البرتغالي العربي للتعاون.
كما وُشح المالكي بصفته أميناً عاماً للمجلس الوطني للشباب والمستقبل عام 1998 في باريس باسم رئيس الجمهورية الفرنسية بوسام الشرف من درجة فارس.

## مؤلفاته
التحق حبيب المالكي عام 1975 باتحاد كتاب المغرب، وقد ساهم في العديد من الأبحاث والمؤلفات التي لها علاقة بالاقتصاد وله كتب بالعربية والفرنسية :
- الاقتصاد المغربي والأزمة، دار النشر المغربية، الدار البيضاء، 1986.
- تراكمات. ملاحظات حول الاقتصاد والمجتمع، النشر الإفريقي، الرباط، 1989.
- Le financement du développement économique au Maroc (1960-1977): problèmes et perspectives (بالفرنسية). Casablanca: Éditions maghrébines. 1973. p. 222.
- L'économie marocaine : bilan d'une décennie (1970-1980) (PDF) (بالفرنسية). Paris: المركز الوطني الفرنسي للبحث العلمي. 1982. p. 201. ISBN:2-222-02897-3. Archived from the original (PDF) on 2021-12-27.
- Le Tiers-monde dans la crise : quelles issues ? (بالفرنسية). Casablanca: Éditions maghrébines. 1983. p. 422.
- Au-delà des chiffres, quel développement ? (بالفرنسية). Casablanca: Éditions maghrébines. 1983. p. 232.
- La Méditerranée en question, conflits et interdépendances : Colloque du 07 au 09 décembre 1989 (PDF) (بالفرنسية). Paris: المركز الوطني الفرنسي للبحث العلمي. 1991. p. 278. ISBN:2-222-04642-4. Archived from the original (PDF) on 2021-12-27.
- Les chantiers de l'avenir: entretiens (بالفرنسية). Casablanca: Éditions Eddif. 1999. p. 196. ISBN:9981-09-043-3.
- La Méditerranée face à la mondialisation : les constances de l’identité (PDF). Connaissance économique (بالفرنسية). Casablanca: Éditions Toubkal. 2000. p. 139. ISBN:9981-880-81-7. Archived from the original (PDF) on 2021-12-27.